# Třebovice v Čechách
Třebovice v Čechách – stacja kolejowa w miejscowości Třebovice, w kraju pardubickim, w Czechach. Znajduje się na wysokości 420 m n.p.m.
Na stacji nie ma możliwości zakupu biletów, a obsługa podróżnych odbywa się w pociągu.

## Linie kolejowe
- Česká Třebová – Přerov – Bohumín
- Třebovice v Čechách – Skalice nad Svitavou